# Polleniinae
 (mai 2010).
Si vous disposez d'ouvrages ou d'articles de référence ou si vous connaissez des sites web de qualité traitant du thème abordé ici, merci de compléter l'article en donnant les références utiles à sa vérifiabilité et en les liant à la section « Notes et références ».
Sous-famille
Les Polleniinae sont une sous-famille de diptères brachycères muscomorphes calyptères de la famille des Calliphoridae ayant l'aspect de mouches dont les couleurs ternes se démarquent du reste des espèces de la famille des Calliphoridae qui présentent plus généralement des reflets métalliques. Ce taxon est encore instable et la taxinomie des Polleniinae diffère selon les auteurs.

## Caractéristiques
Les représentants de cette sous-famille ont l'aspect de mouches de couleurs ternes et le thorax couvert d'un tomentum (une pruinosité ou la totalité de poils courts et touffus qui couvrent les organes) cendré jusqu'au brun et d'une pilosité supplémentaire jaune-doré. La tribu Melanodexiini fait exception, parce qu'elle n'a pas cette pilosité jaune. Leur abdomen est de forme ovale ou un peu aplati, plus ou moins luisant et dépourvu de forts macrochètes[réf. nécessaire].
Les adultes se nourrissent de matières organiques en décomposition (saprophages), de fleurs (floricoles) et occasionnellement des excréments des autres animaux (coprophages). Les larves sont connues comme parasites de vers de terre.

## Taxinomie
Encore très discutée, la classification des Polleniinae est variable selon les sources. Par exemple Catalogue of Life les considère comme un simple genre de la famille des Calliphoridae,  NCBI en fait une sous-famille avec un seul genre, le genre Pollenia, tandis que la majorité des auteurs-chercheurs contemporains subdivisent cette sous-famille en plusieurs tribus.
Ainsi, les auteurs qui considèrent le groupe comme un genre sont : Senior-White, Aubertin & Smart (1940), Hennig (1941). Les auteurs qui considèrent que les Polleniines comme une tribu sont : Séguy (1928, 1935), Townsend (1935), Hennig (1952), Grunin (1969), Kurahashi (1989). Ceux qui les considèrent une sous-famille, comme suite de leurs profondes recherches de taxonomie microscopique, sont : Enderlein (1936), Hall (1948, 1965), Peris (1952), Van Emden (1956), Fan (1965, 1997), Lehrer (1970, 1972), Schumann (1986), Rognes (1985, 1991).
En plus, dans un récent travail, Peris & Gonzales-Mora (2004) ont considéré que la sous-famille Polleniinae du monde contient les genres : Nepenthomyia Kurahashi & Beaver  1979, Pollenia R.D. 1830, Xanthotrixus Aldrich 1930, Dexopollenia Townsend 1917, Nesodexia Villeneuve 1911, Morinia R.D. 1830, Melanodexia Williston 1893 et Sepimentum Hutton 1901.

### Liste des genres d'après NCBI
Selon NCBI (2 mai 2010) :
- genre Pollenia
  - Pollenia amentaria
  - Pollenia rudis

### Liste de genres et d'espèces des régions paléarctique et néarctique
Selon les études des grands spécialistes du monde (Hall, Séguy, Zumpt, Peris, Schumann, Grunin, Fan, Lehrer), qui se basent notamment sur la morphologie des structures génitales mâles).
- Tribu Polleniini
  - genre Pollenia Robineau Desvoidy, 1830
    1. Pollenia bentalia Lehrer, 2007
    2. Pollenia dasypoda Portschinsky, 1881
    3. Pollenia intermedia Macquart, 1835
    4. Pollenia rudis (Fabricius, 1786)
    5. Pollenia varia (Meigen, 1826)

  - genre Nitellia Robineau Desvoidy, 1830 
    1. Nitellia atramentaria (Meigen, 1826)
    2. Nitellia bicolor (Robineau Desvoidy, 1830)
    3. Nitellia bisulca (Pandellé, 1896)
    4. Nitellia bulgarica (Jacentkovsky, 1936)
    5. Nitellia guernica Lehrer, 2007
    6. Nitellia hermoniella Lehrer, 2007
    7. Nitellia leclercqiana Lehrer, 1978
    8. Nitellia mediterranea Grunin, 1966
    9. Nitellia norvegiana Lehrer, 2007
    10. Nitellia ospedaliana Lehrer, 2007
    11. Nitellia pallida (Rohdendorf, 1926)
    12. Nitellia solitaria (Grunin, 1970)
    13. Nitellia vera (Jacentkovsky, 1936)
    14. Nitellia vespillo (Fabricius, 1794)

  - genre Morinia Robineau Desvoidy, 1830
    1. Morinia melanoptera (Fallen, 1817)
- Tribu Melanodexiini
  - genre Melanodexia Williston, 1893 
    1. Melanodexia caliphornica Hall, 1948
    2. Melanodexia glabricula (Bigot, 1887)
    3. Melanodexia satanica Shannon, 1926